# Eurylobus elegans
Espèce
Synonymes
Curculio elegans Kirby, 1834,
Eurylobus elegans est une espèce de coléoptères de la famille des Curculionidae. Elle est trouvée au Brésil.